# Jean-Jacques de Granville
Jean-Jacques de Granville (1943-13 de diciembre de 2022) fue un botánico francés.

## Biografía
Se especializa en las palmeras y la flora de la Guayana Francesa. Trabaja como curador en el Herbier de Guayana, el herbario del Instituto de Investigación para el Desarrollo (IRD) en Cayenne (Guayana Francesa). Aquí ha trabajado con Georges Cremers. Jean-Jacques de Granville está vinculado a la Organization for Flora Neotropica (OFN), una organización que tiene como objetivo proporcionar la flora del neotrópico.
Jean-Jacques de Granville ha publicado en revistas como Brittonia y ha contribuido con varios libros sobre las plantas de la Guayana Francesa. En 2002 recibió la Medalla de Engler de la Asociación Internacional para la Taxonomía de Plantas junto a Scott Mori, Georges Cremers, Carol A. Gracie, Scott, V. Heald, Michel Hoff y John D. Mitchell por el libro Guide to the vascular plants of central French Guiana, pt. 2, Dicotyledons.
- La abreviatura «Granv.» se emplea para indicar a Jean-Jacques de Granville como autoridad en la descripción y clasificación científica de los vegetales.[2]

## Publicaciones seleccionadas
- Flore Et Vegetation; Jean-Jacques de Granville; Saga (1986); ISBN 2906245003
- Palms in Forest Ecosystems of Amazonica; Francis Kahn & Jean-Jacques de Granville (1992); ISBN 3540543996
- Guide to the Vascular Plants of Central French Guiana: Pteridophytes, Gymnosperms, and Monocotyledons (Memoirs of the New York Botanical Garden) (Hardcover) by Scott A. Mori, Georges Cremers, Carol Gracie, Jean-Jacques de Granville, Michael Hoff, John D. Mitchell & Bobbi Angell (1996); ISBN 0893273988
- Guide to the Vascular Plants of Central French Guiana: Part 2. Dicotyledons (Memoirs of the New York Botanical Garden) (Hardcover) by Scott A. Mori, Georges Cremers, Carol Gracie, Jean-Jacques de Granville, Scott V. Heald, Michel Hoff & John D. Mitchell (2002) ISBN 0893274453
- 'A new species of Bactris (Palmae) from the Amazon region'; Jean-Jacques de Granville & Andrew Henderson; in: Brittonia. 46(2), 1994, pp. 147-150.; online versie hier Archivado el 18 de noviembre de 2008 en Wayback Machine.